# Colgent
Colgent (en francès Coulgens) és un municipi francès situat al departament del Charente i a la regió de la Nova Aquitània. L'any 2007 tenia 494 habitants.

## Demografia

### Població
El 2007 la població de fet de Coulgens era de 494 persones. Hi havia 210 famílies de les quals 58 eren unipersonals (33 homes vivint sols i 25 dones vivint soles), 74 parelles sense fills, 66 parelles amb fills i 12 famílies monoparentals amb fills.
La població ha evolucionat segons el següent gràfic:
Habitants censats

### Habitatges
El 2007 hi havia 253 habitatges, 214 eren l'habitatge principal de la família, 20 eren segones residències i 20 estaven desocupats. 246 eren cases i 6 eren apartaments. Dels 214 habitatges principals, 155 estaven ocupats pels seus propietaris, 48 estaven llogats i ocupats pels llogaters i 11 estaven cedits a títol gratuït; 8 tenien dues cambres, 28 en tenien tres, 75 en tenien quatre i 103 en tenien cinc o més. 196 habitatges disposaven pel capbaix d'una plaça de pàrquing. A 75 habitatges hi havia un automòbil i a 116 n'hi havia dos o més.

### Piràmide de població
La piràmide de població per edats i sexe el 2009 era:
| Homes | Edats   | Dones |
| ----- | ------- | ----- |
| 0     | 95 o +  | 0     |
| 0     | 90 a 94 | 4     |
| 0     | 85 a 89 | 0     |
| 4     | 80 a 84 | 4     |
| 0     | 75 a 79 | 12    |
| 20    | 70 a 74 | 20    |
| 16    | 65 a 69 | 12    |
| 4     | 60 a 64 | 4     |
| 4     | 55 a 59 | 4     |
| 12    | 50 a 54 | 12    |
| 28    | 45 a 49 | 12    |
| 12    | 40 a 44 | 24    |
| 28    | 35 a 39 | 28    |
| 8     | 30 a 34 | 8     |
| 8     | 25 a 29 | 8     |
| 4     | 20 a 24 | 8     |
| 4     | 15 a 19 | 8     |
| 12    | 10 a 14 | 12    |
| 12    | 5 a 9   | 12    |
| 0     | 0 a 4   | 12    |

## Economia
El 2007 la població en edat de treballar era de 323 persones, 250 eren actives i 73 eren inactives. De les 250 persones actives 234 estaven ocupades (127 homes i 107 dones) i 16 estaven aturades (9 homes i 7 dones). De les 73 persones inactives 25 estaven jubilades, 19 estaven estudiant i 29 estaven classificades com a «altres inactius».

### Ingressos
El 2009 a Coulgens hi havia 200 unitats fiscals que integraven 488,5 persones, la mediana anual d'ingressos fiscals per persona era de 15.667 €.

### Activitats econòmiques
Dels 14 establiments que hi havia el 2007, 4 eren d'empreses de construcció, 2 d'empreses de comerç i reparació d'automòbils, 3 d'empreses de transport, 1 d'una empresa d'hostatgeria i restauració, 3 d'empreses immobiliàries i 1 d'una empresa classificada com a «altres activitats de serveis».
Dels 6 establiments de servei als particulars que hi havia el 2009, 1 era una oficina de correu, 1 fusteria, 1 lampisteria, 1 empresa de construcció i 2 agències immobiliàries.
L'any 2000 a Coulgens hi havia 15 explotacions agrícoles que ocupaven un total de 406 hectàrees.

## Equipaments sanitaris i escolars
El 2009 hi havia una escola elemental integrada dins d'un grup escolar amb les comunes properes formant una escola dispersa.

## Poblacions més properes
El següent diagrama mostra les poblacions més properes.